# Asota albifera
Asota albifera är en fjärilsart som beskrevs av Felder 1874. Asota albifera ingår i släktet Asota och familjen nattflyn. Inga underarter finns listade i Catalogue of Life.